# Alessandro Barbosi
Alessandro Barbosi (prima metà del XIX secolo) è stato un abate, scrittore e poeta italiano.

## Biografia
Abate romano, canonico beneficiato di San Giovanni, morto ancor giovane di etisia.
Scrittore di cose romane dell'Ottocento e autore di poesie in dialetto romanesco, partecipò alla creazione del Teatro romanesco (1834) con la riduzione scenica del poema Meo Patacca del Berneri e con la traduzione in volgare della Didone abbandonata del Metastasio.
Al suo nome è dedicata una via romana del VI Municipio, zona di Torre Spaccata.

## Opere
- Una giornata de Carnovale a Roma - La Battaja delli Dorazzj co' li Curiazzj - L'Aritorno de mi fijo da li studi ch'a fatto fora in Collegio. Componimenti berneschi scritti nel parlare del Volgo di Roma. Versi di A.B.R. (Alessandro Barbosi Romano), Stamperia Serviucci, Roma 1840.
- Su l'arirovato der cerusico romano sor Angelo Comi, Stamperia Serviucci, Roma 1840. Opera in prosa e in versi, in cui il Barbosi decanta il cerusico romano Angelo Comi, nato 1812, che riuscì con un suo ritrovato a pietrificare i cadaveri.
- Didone abbandonata in dialetto romanesco, Tipografia di G. Puccinelli, Roma 1851.
- L'aritorno der mi fijo dar Colleggio. Ottave romanesche. ed. Cerroni e Solaro, Roma 1886.
- Na ggiornata de Carnovale a Roma. Coautore Augusto Lupi. Ottave e sonetti in romanesco, pubblicati a cura di Giggi Zanazzo, ed. Cerroni e Solaro, Roma 1887.